# Шуйский, Василий Васильевич Немой
Васи́лий Васи́льевич Немо́й Шу́йский (ок. 1478 — ноябрь 1538) — князь, военный и дипломатический деятель Русского государства, воевода в русско-литовских и других войнах, боярин (с 1512). Прозван Немым за немногословность. Сын князя Василия Фёдоровича Китая Шуйского.

## Основные вехи

### Служба уИвана III
Наместник новгородский в 1500—1506 годах. Командуя новгородскими войсками в 1501 году, принял участие в походе на Ливонию под общим командованием Даниила Щени, как воевода передового полка. 27 августа около Изборска русское войско в битве на Серице потерпело значительное поражение от ливонцев под командованием фон Плеттенберга. В сентябре следующего года Шуйский был одним из воевод в сражении у озера Смолина, в ноябре того же года Щеня и Шуйский успешно отразили фон Плеттенберга от Изборска. В 1503 году водил новгородцев на помощь Пскову против ливонцев. В 1504 году ходил из Новгорода в Литву.

### Служба у Василия III
Карьерный рост князя Василия при  Василии III значительно ускорился. В 1506 году он, несмотря на молодость, получает чин боярина. Как воевода полка правой руки участвовал в Литовском походе 1507. В 1508, как воевода в Вязьме, ходил на помощь к князьям Стародубским. Был во главе боярской комиссии на переговорах с Литвой 1509, новгородский наместник 1510—1514.
Боярин с 1512. Второй воевода в передовом полку в первом Смоленском походе 1512, главнокомандующий в Луках во время второго Смоленского похода 1513. Участник договорной комиссии с Ливонией 1513-14. Стал первым наместником и воеводой Смоленска 1514-17. В 1514 Василий Немой разоблачил заговор литовской партии в Смоленске (после тяжелого поражения русских войск в сражении при Орше): часть бояр и епископ Варсонофий намеревались сдать город при подходе литовского войска. Василий перевешал на стенах города изменников-бояр, привязав каждому на шею подарки, полученные от Сигизмунда I, а епископа выдал Василию III. Такая деятельность снискала Василию Шуйскому расположение великого князя.
Главнокомандующий в Литовском походе 1515. Во главе войск на Вязьме в 1517. Наместник новгородский 1517-19, владимирский и первый боярин с 1519. Главнокомандующий в походе к Полоцку в 1518 году.
Будучи вторым воеводой в Серпухове и Кашире против крымцев в 1521 потерпел поражение. После поражения в опале до 1522. Во главе «судовой рати» в Казанском походе 1523. Наместник муромский в 1526-27. Во главе войска к Нижнему для войны с Казанью в 1531, под Коломной против крымцев в 1532. Во главе Большого полка в Смоленском походе на Литву 1535.

## Наместник московский
Предположительно, великий князь Василий Иванович, умирая в 1533, именно ему, в числе других видных бояр, поручил заботиться о своей супруге, о малолетнем сыне (будущем царе Иване IV) и обо всём Русском государстве. Однако после смерти Василия III его вдова Елена Глинская отказалась от тихого вдовьего удела и стала во главе государства сама, де факто в качестве регента. Шуйский был отстранен от власти, ему был оставлен почетный чин первого боярина Государевой думы.
В апреле 1538 года умерла великая княгиня Елена Глинская, отравленная ртутью; причем, как указывает в своем исследовании «Яды в борьбе за власть» Татьяна Панова, именно Василия Немого называют в числе основных подозреваемых в этом преступлении. Её фаворит Телепнев-Оболенский был брошен в тюрьму и, по всей вероятности, уморен голодом. Пискаревский летописец пишет, что Василий стал «на Москве наместник».
Шуйский получил практически неограниченную власть, однако, желая ещё более укрепить её, незамедлительно женился на двоюродной сестре малолетнего Ивана IV. Василию в то время было более пятидесяти лет.
Против Шуйского стал интриговать князь Иван Бельский, к которому примкнули часть придворных бояр и митрополит Даниил. Бельский хотел ослабить власть Шуйских и возвысить при дворе свой род, но Шуйские оказались сильнее. Бельский был посажен в тюрьму, а его приверженцы разосланы по отдаленным деревням.

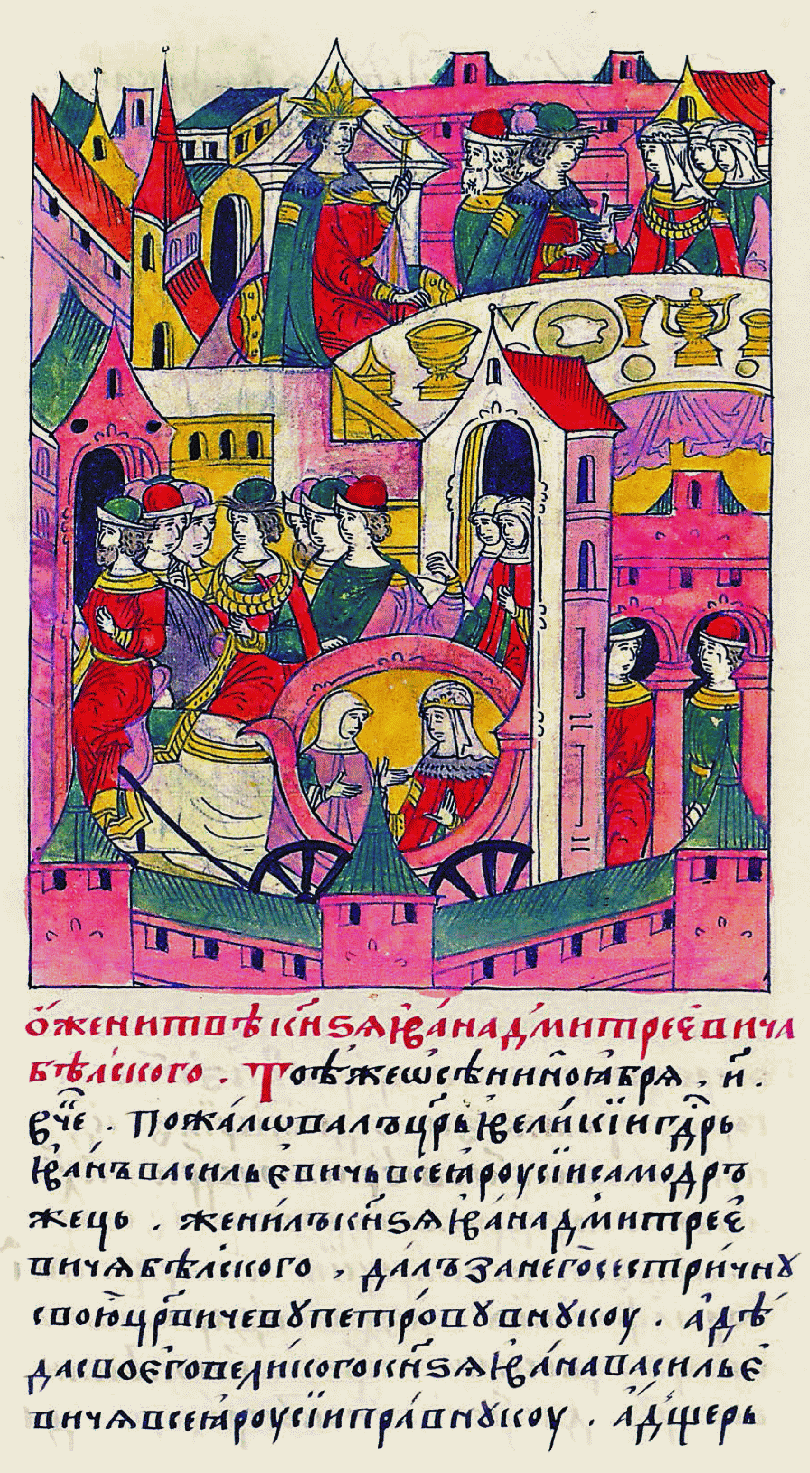
Свадьба Ивана Бельского и Марфы Шуйской. Миниатюра Лицевого летописного свода

В ноябре 1538 года Василий Немой умер, однако род Шуйских удерживал власть при малолетнем Иване IV до 1544 года.
Иван Грозный в своей переписке пишет о нём и его родичах: «Князья Василий и Иван Шуйские самовольно навязались мне в опекуны и таким образом воцарились… А князь Василий Шуйский поселился на дворе нашего дяди, князя Андрея… Со дня кончины нашей матери… шесть с половиной лет не переставали они творить зло!»

## Браки и дети
- (возможно с 6 июня 1538, Москва) Анастасия Петровна (+1547/), царевна Казанская, племянница (по матери) великого князя Василия III[1]
  - Марфа Васильевна (1539-?), замужем за Иваном Дмитриевичем Бельским (+1571). Брак был устроен в 1554 году, причем Лицевой летописный свод особо подчеркивает кровное родство невесты с Иваном Грозным:

Той же осенью 8-го ноября в четверг пожаловал царь и великий государь Иван Васильевич, всея Руси самодержец, женил князя Ивана Дмитриевича Бельского, дал за него сестоичну свою, царевича Петра внучку, а деда своего великого князя Ивана Васильевича всея Руси правнучку, а дочь князя Василия Васильевича Шуйского; а выдавал государь от себя со своего двора.